# 비탈리 다라셀리아
비탈리 다라셀리아(조지아어: ვიტალი დარასელია; 1957년 1월 9일, 압하지야 오참치라 ~ 1982년 12월 13일, 이메레티 주 제스타포니)는 조지아의 전 축구 선수이다.

## 선수 경력

### 클럽
다라셀리아는 조지아인 부친과 압하지야인 모친 사이에서 1957년 1월 9일에 출생했다. 그의 출생일은 1957년 10월 9일에 출생한 것으로 기록이 바뀌었는데, 그로 인해 국내 유소년부에서 본래보다 더 오래 뛸 수 있었다. 다라셀리아는 디나모 트빌리시와 소련 국가대표팀에서 활약했다. 그는 1981년에 유러피언 컵위너스컵 결승전에서 수비수를 제치고 쇄도해 경기 종료 3분을 남기고 결승골을 기록했다.

### 국가대표팀
그는 1982년에 딱 1번밖에 출전하지 못한 월드컵에 참가했다.

## 사생활
그의 아들 비탈리 다라셀리아 2세(1978년생)도 국가대표 미드필더로 활약했고, 그의 딸 크리스티나는 축구 심판이 되었다. 1978년 9월, 트빌리시가 이탈리아의 나폴리로 원정 갔을 때 비탈리의 아내가 둘째 출산이 임박했다. 경기를 앞두고, 그는 동료들에게 말해 이후 결승골을 넣을 선수의 이름을 따 명명되었다. 비탈리가 손수 결승골을 넣었다.

### 최후
다라셀리아는 1982년 12월 13일에 교통사고로 영면에 들었는데, 그의 차는 산 아래 낭떠러지로 떨어져 강에 빠졌다. 그의 시신은 강에 흘러가 모래에 파묻혔다. 그는 사고 13일 후 탐지 구조견에 발견되었다.

## 후평

2007년 압하지야의 다라셀리아 우표

다라셀리아의 고향인 조지아의 오참치레에는 그의 이름을 딴 경기장이 있다. 2009년 12월, 다라셀리아의 모친은 오참치라의 그의 자택이자 박물관이 도둑맞고 불탔다고 알렸다.